# Legbiter
Legbiter a fost sabia regelui Norvegiei, Magnus al III-lea. Când Magnus a fost ucis într-o ambuscadă a oamenilor din Ulster, sabia sa a fost regăsită și trimisă acasă.